# James Archer
Pour les articles homonymes, voir Archer (homonymie).
James Archer (né en 1823 et mort en 1904) est un peintre écossais du XIXe siècle, célèbre comme portraitiste.

## Biographie
James Archer est né en 1823 en Écosse et est mort en 1904 en Angleterre. Il est le fils d’un dentiste, Andrew Archer et d'Ann Cunningham Gregory. La pédagogue féministe Georgina Archer est une de ses sœurs. 
James Archer est un célèbre portraitiste. Il étudie à la Royal High School. Au début il travaille à l'huile, au crayon et à la craie. C’est seulement en 1849 qu’il expose son premier tableau historique et en 1859 il commence à peindre des œuvres sur la légende arthurienne. James Archer appartient au mouvement artistique du réalisme littéraire.

## Sources
- (en) Cet article est partiellement ou en totalité issu de l’article de Wikipédia en anglais intitulé « James Archer » (voir la liste des auteurs).